# ستون الله‌آباد
ستون الله‌آباد معروف به ستون آشوکا، یکی از بناهای تاریخی برجسته در ایالت اوتار پرادش هند است که در آغاز توسط امپراتور اشوکا از دودمان مائوریا در قرن سوم پیش از میلاد نصب شد. این ستون از ماسه‌سنگ تراشیده ساخته شده و حدود ۱۰٫۶ متر ارتفاع دارد. شش فرمان مهم آشوکا به خط براهمی بر آن حک شده که بعدها توسط جیمز پرینسپ خوانده شد و به ثبت رسید.
کتیبه‌ای متأخرتر به زبان فارسی از دوره جهانگیرشاه گورکانی نیز بر این ستون نقش بسته است.
در قرن چهارم میلادی، این ستون با کتیبه‌ای جدید نیز تزئین شد؛ این کتیبه که به زبان سانسکریت و با خط گُپتی نوشته شده، به «پریاگ پرشاستی» معروف است و از سوی شاعر و وزیر سامودراگوپتا، هاری‌شِنا، نگاشته شده است. این متن یکی از مهم‌ترین منابع برای شناخت فتوحات نظامی، دامنهٔ نفوذ سیاسی و شکوه فرهنگی سامودراگوپتا به‌شمار می‌رود. در این کتیبه، قلمرو امپراتوری گُپتا از پنجاب تا براهماپوترا توصیف شده و از نواحی تابعه‌ای مانند کاماروبا، نپال، سماتاتا، یودِیا، آرجونایا و اقوام دیگر یاد شده است.
ستون الله‌آباد را می‌توان نه‌تنها یادگاری از دوران اشوکا، بلکه سندی بسیار ارزشمند از دوران طلایی گُپتا دانست. پرشاستی مربوط به سامودراگوپتا تصویری از ایده‌آل شاهی هندویی را بازتاب می‌دهد؛ پادشاهی که در اوج اقتدار خود، مراسم قربانی اسب (آشوَمدا) را برگزار کرد و گسترهٔ نفوذ سیاسی خود را تثبیت نمود.
در مورد جایگاه این ستون دیدگاه‌هایی وجود دارد. برخی پژوهشگران معتقدند ستون از آغاز در محل فعلی خود، در قلعهٔ الله‌آباد، قرار داشته و هرگز از کائوشامبی منتقل نشده است. این نظر با توجه به نبود اشاره‌ای روشن به انتقال ستون در منابع تاریخی و دشواری فنی جابه‌جایی آن، تقویت می‌شود.
در حال حاضر، ستون درون محوطه‌ای نظامی واقع شده و بازدید از آن تنها با دریافت مجوز ویژه ممکن است. این اثر بی‌مانند نه‌تنها نمایندهٔ دو دورهٔ مهم از تاریخ هند باستان است، بلکه گواهی استوار بر پیوند میان قدرت سیاسی، مذهب و فرهنگ در تاریخ شبه‌قاره هند به‌شمار می‌رود.

## تاریخچه
ستون الله‌آباد یا همان «استمبه»، یکی از ستون‌های حاوی احکام آشوکا است که توسط آشوکا، امپراتور امپراتوری مائوریا در قرن سوم پیش از میلاد نصب شد. این ستون از معدود ستون‌های باقی‌مانده با احکام آشوکا است، اما اهمیت ویژهٔ آن در این است که افزون بر کتیبهٔ آشوکا، دارای نوشته‌هایی از سامودراگوپتا، امپراتور امپراتوری گوپتا در قرن چهارم میلادی نیز هست. همچنین، در قرن هفدهم میلادی، جهانگیرشاه، امپراتور گورکانیان، نیز کتیبه‌ای بر آن افزود.
بر پایهٔ دیدگاه برخی پژوهشگران، این ستون از جای اصلی خود جابه‌جا شده و توسط اکبر کبیر به درون قلعهٔ الله‌آباد در شهر پریاگراج (نام جدید الله‌آباد) در ایالت اوتار پرادش منتقل شده است. با این حال، شماری از پژوهشگران با این نظر مخالفت کرده‌اند و به نبود شواهد معتبر در منابع تاریخی دربارهٔ جابه‌جایی ستون و وجود کتیبه‌های پیش از دورهٔ مغول در محل فعلی اشاره می‌کنند. از آنجا که این قلعه در حال حاضر زیر نظر نیروی زمینی هند است، بازدید از ستون تنها با مجوز ویژه ممکن است.
ستون الله‌آباد از یک‌پارچه ماسه‌سنگ صیقلی ساخته شده و ارتفاع آن حدود ۱۰٫۶ متر است. قطر آن در پایین ۸۸ سانتی‌متر و در بالا ۶۶ سانتی‌متر است. سرستون زنگ‌شکل به‌شکل گل نیلوفر آبی که در دیگر ستون‌های آشوکا رایج است، در این ستون از میان رفته و مجسمهٔ بالای آن نیز از بین رفته است. بااین‌حال، بخشی از سرستون که احتمالاً مجسمه بر آن قرار می‌گرفته و با پیچک‌هایی از گل نیلوفر و گل‌های عسلی تزئین شده، در نزدیکی محل ستون یافت شده است. برخی، از جمله کانینگهام، معتقدند که این مجسمه احتمالاً یک شیر تنها بوده است. شباهت این سرستون با نمونهٔ یافت‌شده در سانکاسیا احتمال نصب آن‌ها در زمان‌های نزدیک به‌هم را نشان می‌دهد.

### فرضیهٔ انتقال از کوسامبی
بر پایهٔ نظریه‌ای که در قرن نوزدهم توسط باستان‌شناسان مطرح شد و پژوهشگرانی چون اوپیندر سینگ نیز از آن پشتیبانی کردند، ستون الله‌آباد اصلاً متعلق به کوسامبی، پایتخت باستانی پادشاهی واتسا در حدود ۵۰ کیلومتری غرب موقعیت کنونی بوده است. بر این اساس، ستون ابتدا در آن‌جا نصب شده و بعدها در دوران مسلمانان به الله‌آباد منتقل شده است. همچنین، وجود یک ستون شکسته در کوسامبی، در نزدیکی ویرانه‌های صومعهٔ گوشیتاراما، این گمان را تقویت می‌کند که ستون الله‌آباد ممکن است یکی از دو ستون جفتی بوده باشد، همچون آنچه در رامپوروا یافت شده است.
این ستون چندین بار از قرن سیزدهم به بعد برپا شده و دوباره خوابانده شده است. در سال ۱۶۰۵ میلادی، در دوران جهانگیرشاه، دوباره برپا شد و این‌بار با گنبدی کروی و مخروطی‌شکل در بالا. بعدها، مبلغ مذهبی ژوزف تیفن‌تالر در قرن هجدهم تصویری از آن ترسیم کرد. ژنرال کاید در سال ۱۷۹۸ آن را پایین کشید و در سال ۱۸۳۸، سروان ادوارد اسمیت از مهندسان نظامی، ستون را دوباره با سرستونی شیرشکل از طراحی خودش برپا کرد. با این حال، کانینگهام این بازسازی را «شکستی کامل» توصیف کرد و آن را به «پودلی پر شده بر بالای یک گلدان وارونه» تشبیه نمود.

### فرضیهٔ تثبیت در جای اصلی
در سال ۱۹۳۵، پژوهشگرانی چون کریشناسوامی و گوش، فرضیهٔ تثبیت در جای اصلی را مطرح کردند. آن‌ها تمامی نظریه‌های مربوط به جابه‌جایی ستون را رد کرده و دلایل خود را بر پایهٔ تاریخ کتیبه‌ها، نبود شواهد در منابع تاریخی، و دشواری فنی انتقال چنین ستونی سنگین استوار کردند. آنان معتقد بودند آشوکا ستون را در پریاگ نصب کرده است، چراکه تلاقی رودهای گنگ و جمنا در این منطقه از دیرباز محل زیارت بود. از نظر اینان، کتیبهٔ آشوکا در الله‌آباد نسخه‌ای از همان متن ستون کوسامبی است که بر ستونی جداگانه حک شده است. همچنین، آسیب‌های سطحی و افزوده‌شدن کتیبه‌های جدید نیز مربوط به زمانی است که ستون در مکان فعلی‌اش بوده است.

### فرضیهٔ پیشاآشوکایی
در سال ۱۹۷۹، جان اروین فرضیه‌ای سوم مطرح کرد که نه‌تنها ستون را بومیِ پریاگ دانست، بلکه قدمت آن را پیشاآشوکایی دانست. بر پایهٔ تحلیل‌های باستان‌شناسی و متون کهن، وی به این نتیجه رسید که ستون پیش از آشوکا و در بستر آیین‌های پیشابودایی و برهمنی وجود داشته است. او همچنین به خط‌خراش‌ها و کتیبه‌های خردی اشاره کرد که ماه «ماگه» در آن‌ها تکرار شده و آن را با جشنوارهٔ مذهبی میلهٔ مَگهه پیوند داد. یافته‌های زمین‌شناسی دهه‌های گذشته نیز مسیر تاریخی متفاوتی از رود گنگ را نشان می‌دهد که زمانی درست از کنار ستون کنونی می‌گذشته است.
او همچنین به یک چاه بزرگ باستانی در شرق ستون و بقایای شهر کهن «پراتیستان» (امروزی ژوسی) اشاره کرد که همگی با توصیف‌های متون سانسکریت اولیه هماهنگ‌اند. اروین نتیجه گرفت که این ستون در اصل دارای نماد گاو نر بوده، نه شیر، و آشوکا بعدها کتیبه‌های خود را بر آن افزود تا پیام خود را به زائران و صومعه‌های بودایی منطقه برساند.
مطابق دیدگاه هندشناس مشهور کارل ورنر، پژوهش‌های اروین به‌روشنی نشان داد که ستون نه‌تنها از کوسامبی نیامده، بلکه از دوران پیشابودایی در پریاگ وجود داشته و از مراکز اصلی یک آیین ستونی کهن بوده است. از نظر او، نسبت دادن ستون به آشوکا، تنها در سطح کتیبه‌هاست، نه در اصل بنای آن.

## کتیبه‌ها
وقتی جیمز پرینسپ از انجمن آسیایی در حدود سال ۱۸۳۴ با ستون شکسته‌شده در نزدیکی ورودی قلعهٔ الله‌آباد (هند) روبه‌رو شد، نوشته‌های روی آن به‌دلیل باران و تابش آفتاب رو به نابودی بودند. او نوشت:
«نمی‌توانستم ستون شگفت‌انگیزی را که در الله‌آباد افتاده و به‌سرعت در حال فرسایش بود، ببینم بی‌آنکه آرزو کنم نسخه‌ای کامل از کتیبه‌های گوناگون آن حفظ شود.»
سه دسته کتیبهٔ اصلی روی این ستون وجود دارد که از سوی سه امپراتور یعنی آشوکا، سامودراگوپتا و جهانگیرشاه نگاشته شده‌اند. افزون بر آن‌ها، کتیبه‌هایی کوچک‌تر نیز از سوی زائران و افراد دیگر حک شده‌اند که الکساندر کانینگهام آن‌ها را «انبوهی از یادداشت‌های سطحی و مدرن» خوانده است. با این حال، برخی از این یادداشت‌ها تاریخ دارند و با توجه به سبک نگارش‌شان، برای مشخص‌کردن زمان‌هایی که ستون به‌صورت عمودی برپا بوده یا روی زمین افتاده بوده، سودمند هستند.

### کتیبه‌های آشوکا
کتیبه‌های آشوکا بر ستون الله‌آباد (همراه با دیگر کتیبه‌ها در مکان‌های گوناگون) نقش مهمی در رمزگشایی از خط براهمی توسط جیمز پرینسپ از انجمن آسیایی ایفا کردند. این امر به بازشناسی دوبارهٔ امپراتوری مائوریا و آشکارسازی گسترهٔ فرمانروایی آشوکا انجامید.
این کتیبه‌ها به‌صورت خطی پیوسته به‌دور ستون، با خط براهمی نگاشته شده‌اند و همان شش احکام آشوکا را دربرمی‌گیرند که در دیگر ستون‌های آشوکا نیز دیده می‌شوند. کانینگهام مشاهده کرده بود که نوشته‌های بازمانده از دورهٔ آشوکا «از نظر اندازه یکنواخت، خوش‌تراش و عمیقاً حک‌شده‌اند.»

#### احکام عمدهٔ ستون (۱ تا ۶)
ستون الله‌آباد شامل احکام عمدهٔ آشوکا، از شمارهٔ یک تا شش است. احکام اول و دوم به‌طور کامل حفظ شده‌اند. اما بخش زیادی از احکام سوم و چهارم در اثر حک‌شدن کتیبهٔ خودستایانهٔ جهانگیرشاه که نام نیاکانش را ثبت کرده، به‌شدت آسیب دیده‌اند. از حکم پنجم تنها دو سطر باقی مانده است و بقیه در اثر فرسایش سطحی از بین رفته‌اند. حکم ششم تقریباً کامل است، با ازدست‌رفتن حدود نیم سطر. این احکام با آنچه بر ستون‌های دیگر آشوکا دیده می‌شوند، مطابقت دارند. افزون بر این شش حکم، ستون الله‌آباد دارای «حکم جدایی»، «حکم ملکه» و کتیبه‌ای موسوم به «کتیبهٔ بیربل برای جشن مَغَه» نیز هست.

#### حکم جدایی
این فرمان، که کانینگهام آن را «حکم کوسامبی» نامیده، خطابی است از سوی امپراتور به مقام‌های ارشد (ماهاترا) در کوسامبی، که آن‌ها را به حفظ اتحاد و پرهیز از اختلاف در سانگها (نظام رهبانی بودایی) فرا می‌خواند. متن بازسازی‌شده از این فرمان چنین می‌گوید:
«دوست‌داشتنی خدایان به مأموران کوسامبی یا پاتالی‌پوترا فرمان می‌دهد:
هیچ‌کس نباید باعث اختلاف در سانگها شود. انجمن بیکشوها و بیکشونیها متحد شده و این اتحاد باید تا زمانی که پسران و نوادگانم، و ماه و خورشید برقرارند، ادامه یابد. هرکس باعث تفرقه در این انجمن شود، چه مرد و چه زن، باید لباس سفید پوشیده و در جایی که نه راهب و نه راهبه ساکن باشند، جای داده شود؛ زیرا آرزوی من آن است که این انجمن متحد بماند و دیرپا باشد. این فرمان باید به آگاهی راهبان و راهبه‌ها برسد. دوست‌داشتنی خدایان می‌گوید: یک نسخه از این فرمان را باید در تالار گردهمایی خود نگه دارید و نسخه‌ای دیگر به مردم عادی داده شود. مردمان باید در هر اوپوساتا (روز اعتراف و توبه) حاضر شوند و این فرمان را تأیید کنند. مأموران خاص نیز باید در روزهای اوپوساتا شرکت کرده، فرمان را تأیید کرده و آن را به اطلاع دیگران برسانند. این فرمان باید بی‌کم‌وکاست در سراسر حوزهٔ فرماندهی شما پخش شود، و نیز در تمامی نواحی تحت کنترل نظامی.»

#### حکم ملکه
این فرمان به کارهای خیریهٔ دومین ملکهٔ آشوکا، کارُواکی، که مادر شاهزاده تیوالا بود، اشاره دارد:
«به فرمان دوست‌داشتنی خدایان، مأموران در سراسر سرزمین باید بدانند که هرگونه بخشش یا وقف از سوی دومین ملکه، خواه باغ انبه، صومعه، مرکز نیکوکاری یا هر نذر دیگر، باید به‌نام همان ملکه ثبت شود … دومین ملکه، مادر تیوالا، کارُواکی.»

### کتیبهٔ سامودراگوپتا
کتیبه‌ای متأخرتر که به نام «پراگ پراشَستی» (ستایش‌نامهٔ پراگ) نیز شناخته می‌شود، به سامودراگوپتا، شاه امپراتوری گوپتا در سدهٔ چهارم میلادی منسوب است و بلافاصله در زیر احکام آشوکا بر ستون حک شده است. این کتیبه به‌عنوان «مهم‌ترین سند تاریخی دوران کلاسیک گوپتا» شناخته می‌شود و به زبان سانسکریت عالی و به خط خط گوپتا (گونه‌ای متأخر از خط براهمی) نوشته شده است. نویسندهٔ این متن شاعر و وزیر دربار، هری‌شِنا، بوده است. این کتیبه متنی ستایشی از سامودراگوپتا است و دستاوردهای سیاسی و نظامی دوران فرمانروایی او، از جمله لشکرکشی‌های او به جنوب، در آن شرح داده شده است. این سند، نگاهی بی‌مانند به امپراتوری گوپتا و همسایگانش ارائه می‌دهد و بسیاری از اطلاعات ما دربارهٔ جغرافیای سیاسی آن دوره از همین کتیبه به‌دست آمده است.
بر پایهٔ ترجمهٔ دی. آر. بندارکر، بخش‌هایی از این کتیبه چنین است:
بند سوم: او که ذهنش از همنشینی با خردمندان سرشار از شادی است، و به همین دلیل توان آن را دارد که حقیقت و هدف هر دانشی را حفظ کند؛ او که با فرمانِ زیبایی‌شناسی ادبیات، موانع درخشش شعر ناب را می‌زداید و در میان جهانیانِ باسواد، به‌دلیل سرودن اشعار فراوان و روشن، در جایگاهی والا قرار دارد.
بند چهارم: پدرش، او را با اشتیاق در آغوش کشید، چشمانش اشک‌آلود از عشق و دل‌بستگی، اما حقیقت را درک کرد و گفت: «اکنون تو سراسر زمین را نگاه‌دار»؛ در حالی که اشرافی هم‌ترازش با چهره‌هایی غمگین، به او چشم دوخته بودند و در همان حال درباریان با آرامش نفس می‌کشیدند.
بند پنجم: بسیاری از اعمال فراانسانی او، برخی را از شدت شگفتی به لرزه انداخت، برخی دیگر با احساسی عمیق آن را ستودند، و دشمنانی که با قدرت او مواجه شده بودند، پس از تعظیم و فروتنی، از او پناه خواستند.
بند ششم: دشمنانش که همواره در گناه بودند، با قدرت بازوی او در جنگ‌ها شکست خوردند و روز به روز، در دلشان پشیمانی و لذت آمیخته با شادی و محبت پدیدار گشت.
بند هفتم: او که با قدرت خروشان بازویش، تنها و در یک لحظه دشمنانی چون آچیوته، ناگاسِنا و گاناپاتی را در نبرد شکست داد، و شاه‌زادهٔ خاندان کوتا را به اسارت گرفت، در حالی‌که در شهر پُشپا سرگرم بود، خورشید نیز بر کرانه‌ها می‌تابید…
بند هشتم: چون دژی برای «دهرما» (قانون مقدس) است، شهرتش چون پرتوهای ماه می‌درخشد؛ دانشش به ژرفای حقیقت نفوذ می‌کند، گفتارش شایستهٔ مطالعه است و اشعارش فراتر از توانایی شاعران دیگر. چه فضیلتی هست که از آنِ او نباشد؟ از همین‌رو، او موضوع اندیشهٔ خردمندان شده است.
بندهای ۱۷–۱۸: او که در صدها نبرد گونه‌گون مهارت داشت، تنها یار او دلاوری‌اش بود؛ جسمش پوشیده از نشانه‌های زیبای زخم‌هایی بود که از تبر، پیکان، نیزه، شمشیر، گرز آهنین و تیرهای مختلف به جا مانده‌اند.
بندهای ۱۹–۲۰: بزرگواری او آمیخته با دلاوری بود، زیرا پس از اسیر کردن پادشاهان ناحیهٔ داکشیناپات، آنان را آزاد کرد. از جمله مهِندرا از «کوسالا»، ویاغراراجا از «مهاکانتارا»، مانتاراجا از «کورالا»، مهِندراگیری از «پیتاپورام»، سوامی‌داتا از «کوتورا»، دامانا از «ایرانداپالا»، شاهان دودمان پالاوا، نیلاراجا از «اواموکتا»، هستی‌وارمان از «ونگی»، اوگراسه‌نا از «پالاکا»، کوبرا از «دواراشترا» و دهانانجایا از «کوستالاپورا».: ۱۴۵ 
بند ۲۱: او با دلاوری شگفت‌انگیز، شاهانی چون رودرادِوا، ماتیلا، ناگاداتا، چندراوارمان، گاناپاتیناگا، ناگاسِنا، آچیوته-ناندا و بالاوارمان را نابود کرد و همهٔ شاهان مناطق جنگلی را به بندگی خود درآورد.
بندهای ۲۲–۲۳: فرمانروایی قدرتمند او باعث شد که حاکمان مرزی همچون ساماتاتا، داواکا، کاماروپا، نپال، و کارتری‌پورا، و همچنین ملواها، آرجونایاناها، یاودهیه‌ها، مادرَکاها، آبیرَیاها، پراَرجوناها، ساناکانیکاها، کاکاها، خراپریکاها و دیگر طوایف، خراج بپردازند، فرمان ببرند و برای ادای احترام به دربارش بیایند.: ۱۴۲ 
بند ۲۳: شهرت او، به دلیل بازگرداندن بسیاری از پادشاهی‌های سقوط‌کرده، سراسر جهان را درنوردیده است.
بندهای ۲۳–۲۴: جریان بی‌وقفهٔ قدرت بازوی او تنها با «سدّ زمینی» ای متوقف شد که با خدماتی مانند تسلیم شدن، دادن دختران خود در ازدواج، و درخواست ادارهٔ سرزمین‌هایشان از راه نشان گارودا، توسط شاهنشاهی کوشانی، شاهان ساکا و فرمانروایان جزایر (مانند سی‌هالا) انجام شد.: ۱۴۹ 
بندهای ۲۴–۲۶: او در زمین بی‌رقیب بود؛ با فراوانی فضیلت‌ها و کنش‌های نیکو، شهرت شاهان دیگر را زدود. او «پوروشا» است؛ سبب کامیابی نیکان و نابودی بدان؛ فقط با اخلاص و فروتنی دلش را می‌توان ربود؛ او سرشار از شفقت است؛ هزاران گاو بخشیده است؛ ذهنش برای یاری بیچارگان و نیازمندان وقف شده؛ او تجسم بخشایش و شکوه انسانی است؛ هم‌تراز با کوبرا، وارونا، ایندرا و یَما؛ افسرانش همواره در تلاش‌اند تا دارایی و جایگاه را به شاهان مغلوب بازگردانند.
بندهای ۲۷–۲۸: هوش تیز و درخشانش بریهاسپَتی را شرمنده کرده و با هنر موسیقی خود تومبورو و نارَده را از میدان به‌در کرده است؛ عنوان «شاه شاعران» را با سرودن اشعار فراوان که وسیلهٔ امرار معاش دانایان بود، به‌دست آورده است. اعمال شگفت‌انگیز و والا و شایسته‌اش سزاوار ستایش جاودانه است. او تنها از آن رو انسان به‌شمار می‌رود که مناسک دنیوی را انجام می‌دهد، وگرنه خود ایزدی است که بر زمین سکونت دارد.

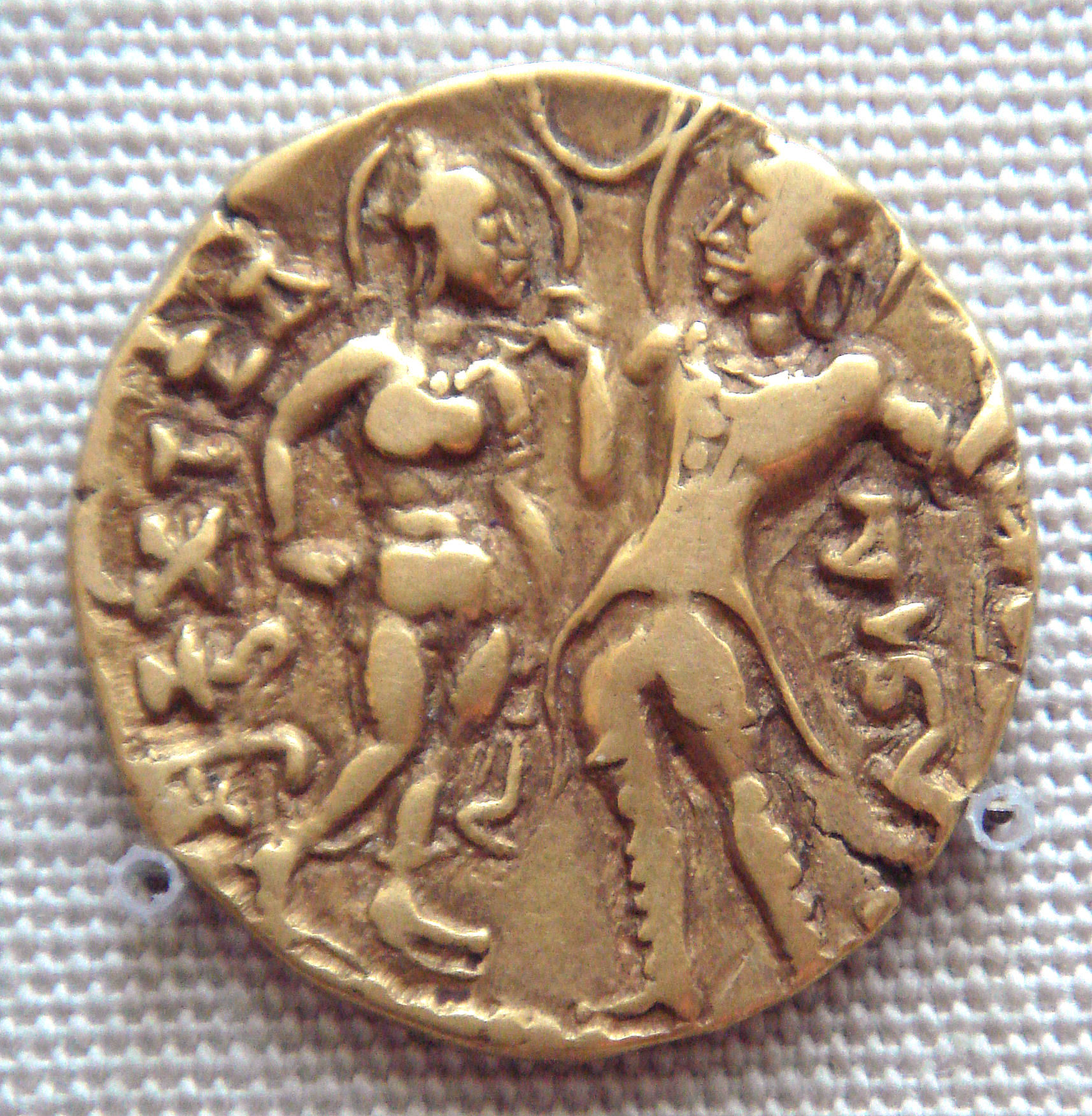
سکه‌ای از چاندراگوپتا یکم که چاندراگوپتا و همسرش کومارادوی، پدر و مادر سامودراگوپتا را به تصویر می‌کشد، آن‌چنان‌که در کتیبهٔ الله‌آباد توصیف شده‌اند.

- (سطرهای ۳۰–۲۸) این ستونِ بلند، همچون دستی برافراشته از زمین است که گویی اعلام می‌دارد شهرتی که با چیرگی بر سراسر زمین به اوج رسیده و سراسر جهان را فراگرفته است، اکنون به‌راحتی و وقار، از این جهان رهسپار جایگاه ایزد ایزدان، ایندرا، شده است؛ و این شهرت از آنِ سامودراگوپتای کامیاب است، مهاراجادهیرجه، فرزند چاندراگوپتای (یکم) کامیاب، مهاراجادهیرجه، زادهٔ ماهادوی کومارادوی، نوهٔ دختری خاندان لیچَوی، و نبیرهٔ غاتوتکاجای کامیاب، مهاراجه، و نتیجهٔ گوپتای کامیاب، مهاراجه است. شهرت او:
- (بیت ۹) پیوسته در حال صعود و گسترش، و از راه‌های گوناگون، از جمله بخشندگی، توانایی نظامی، وقار رفتاری، و قرائت متون دینی، سه جهان را همچون آب سپید رود گنگ که با رهایی از گیسوان ژولیدهٔ پشوپتی به تندی جریان می‌یابد، پاک و منزه می‌سازد.
- (سطرهای ۳۲–۳۱) و باشد که این سرودهٔ شاعرانهٔ هاریشِنا، که خدمت‌گزار همان «بهاتارَکا» ی بزرگ است، کسی که ذهنش به‌سبب نزدیکی با او روشن شده، و عهده‌دار مناصب «ساندهیویگرهیکا»، «کوماراماتیا» و «مهادَندَنایَکا» ست، و اهل خادیاتاپاکا و فرزند «مهادَندَنایَکا» درووبهوتی است، مایهٔ رفاه و شادکامی همهٔ آفریدگان گردد!
- (سطر ۳۳) و این سنگ‌نوشته به‌دست «مهادندَنایَکا» تیلابهاتاکا اجرا شده، که در پای پارامابهاتاراکا به نیایش می‌پردازد.

ترجمه‌های پیشین، از جمله ترجمهٔ جان فیت‌فول فلیت نیز موجودند.

### کتیبهٔ بیربل در جشن مگهه
کتیبهٔ بیربل مربوط به نیمهٔ دوم سدهٔ شانزدهم میلادی است.
در سال سموت ۱۶۳۲، شکا ۱۴۹۳، در ماه مَگهه، در روز پنجم از نیمهٔ تاریک ماه، در دوشنبه، گانگاداس، پسر مهاراجه بیربل، زیارت خجسته‌ای به تیرت راج پرایاگ انجام داد. سفال نوشت.
این کتیبه اهمیت دارد، زیرا نشان می‌دهد که پرایاگ در سدهٔ شانزدهم یک مرکز زیارتی مهم، یعنی تیرت راج، برای هندوها بوده و جشن مگهه نیز در همین ماه برگزار می‌شده است. سال سموت ۱۶۳۲ برابر با ۱۵۷۵ میلادی و شکا ۱۴۹۳ برابر با ۱۵۷۱ میلادی است. یکی از این تاریخ‌ها به‌احتمال خطای کاتبی است، اما دههٔ زمانی درست است، زیرا الله‌آباد در آن زمان در کنترل اکبر کبیر بود و دژ بزرگی در آن ساخته شده بود. اسناد تاریخی همچنین نشان می‌دهند که بیربل بارها از اکبر و الله‌آباد دیدار کرده است.
کانینگهام اشاره کرده است که در گذر زمان، کتیبه‌های کوچک بسیاری به این ستون افزوده شده‌اند. بسیاری از این کتیبه‌ها تاریخ‌هایی بین سال‌های ۱۳۱۹ تا ۱۳۹۷ میلادی دارند و بیشترشان شامل نام ماه مَگهه هستند. به‌گفتهٔ کریشناسوامی و گوش، این تاریخ‌ها به احتمال زیاد با زیارت میلهٔ (جشن) مَگهه در پرایاگ مرتبط‌اند، همان‌گونه که در متون کهن هندو توصیه شده است.

### کتیبهٔ جهانگیر

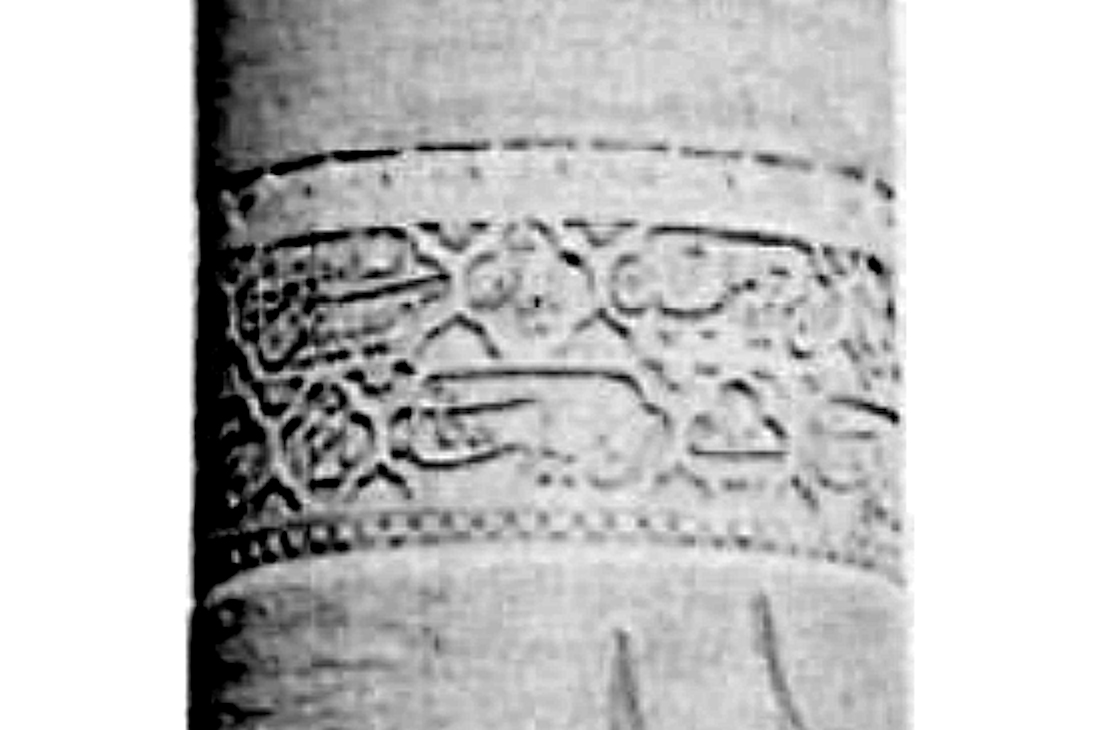
کتیبهٔ جهانگیر بر ستون الله‌آباد که در اصل مربوط به اشوکا بوده است.

کتیبه‌ای متأخرتر به زبان فارسی به امپراتور گورکانی، جهانگیرشاه مربوط می‌شود. این کتیبه توسط میرحسن مشگین‌قلم، اندکی پیش از به‌سلطنت‌رسیدن جهانگیر (در زمانی که هنوز شاه سلیم بود) بر ستون نگاشته شد. کانینگهام نوشته است که این کتیبهٔ جهانگیر بخش بزرگی از سنگ‌نوشتهٔ کهن آشوکا را «بی‌رحمانه نابود کرده» است.